# Bác ngữ học
Bác ngữ học (tiếng Anh: philology), có khi còn được gọi là văn hiến học (文獻學), ngữ văn học (語文學), hoặc văn tự học (文字學) theo cách gọi ở một số nước Đông Á, là ngành nghiên cứu các ngôn ngữ và văn thư cổ. Bác ngữ học trong các ngôn ngữ châu Âu có gốc từ tiếng Hy Lạp philo-logia và mang nghĩa "yêu chữ nghĩa". Trong tiếng Việt, văn hiến có nghĩa là những "tài liệu, văn bản tương quan đến lịch sử và văn minh của một nước".
Theo nghĩa rộng thì bác ngữ học là việc nghiên cứu một ngôn ngữ cùng với văn hiến và bối cảnh lịch sử cũng như văn hoá - những điều không thể thiếu cho việc thông hiểu các tác phẩm văn chương và những văn bản văn hoá quan trọng khác. Như vậy thì bác ngữ học bao gồm việc nghiên cứu văn phạm, tu từ, lịch sử, diễn giảng ý của tác giả và những truyền thống phê phán tương quan với một ngôn ngữ được đề ra. Cách định nghĩa rộng như trên ngày càng hiếm hoi và bây giờ, khi nhắc đến bác ngữ học, người ta thường xem nó như việc nghiên cứu văn bản từ quan điểm ngôn ngữ lịch sử.
Theo nghĩa trong ngôn ngữ học lịch sử thì bác ngữ học là một trong những cách tiếp cận ngôn ngữ nhân loại trên cơ sở khoa học đầu tiên, nhưng đã nhượng bộ cho những nhánh ngôn ngữ học hiện đại đầu thế kỷ 20 vì chịu ảnh hưởng của Ferdinand de Saussure. Tại Hoa Kỳ, Tạp chí Bác ngữ học Hoa Kỳ (American Journal of Philology) được Basil Lanneau Gildersleeve, một giáo sư ngành cổ văn châu Âu ở Viện Đại học Johns Hopkins lập ra vào năm 1880.

## Các nhánh của bác ngữ học

### Văn hiến học so sánh
Một nhánh của Văn hiến học là Văn hiến học so sánh với trọng tâm là sự so sánh mối quan hệ giữa các ngôn ngữ. Những điểm tương đồng giữa tiếng Phạn (Sanskrit) và những ngôn ngữ hệ Ấn-Âu được phát hiện trong những năm đầu thế kỉ 18 và đã dẫn đến việc phỏng đoán là có một ngôn ngữ gốc mà từ đó, tất cả những ngôn ngữ này xuất phát - được gọi là "ngôn ngữ Ấn-Âu nguyên thủy" (Proto-Indo-European language). Sự quan tâm thích thú của các nhà Văn hiến học đã dẫn đến việc nghiên cứu các ngôn ngữ được gọi là "kì lạ", với hi vọng là chúng có thể giải đáp những vấn đề hoặc giúp giải mã được những văn bản cổ.

### Văn hiến học căn bản
Văn hiến học căn bản là sự "tái chiếm hữu" một truyền thống đã có từ nhiều thế kỉ, bao gồm ảnh hưởng qua lại giữa giới học giả và tính chất liệu của văn bản. Theo lược đồ chính của nó thì Văn hiến học căn bản khác những nhánh Văn hiến học chủ lưu ở quan niệm về sự tương quan giữa học thuật văn bản (textual scholarship) và diễn giảng văn học (literary interpretation). Trong khi Văn hiến học chủ lưu dùng kết quả của phần nghiên cứu văn bản như một "bằng chứng" cho những xác nhận rộng hơn, trừu tượng hơn thì Văn hiến học căn bản xem việc nghiên cứu văn bản chính nó là cứu cánh.

### Khảo chính nguyên điển
Văn hiến học cũng bao gồm các thành phần của Phê bình văn bản (textual criticism), tìm cách phục hồi một văn bản của các tác giả xưa trên cơ sở của nhiều bản sao chép tay (thủ bản) khác nhau. Một nhánh nghiên cứu đi sâu hơn, được gọi là Văn hiến học phê phán lịch sử (historical-critical hoặc higher criticism) chuyên sâu về việc xác nhận tác giả, thời điểm được viết và xuất xứ của các văn bản, được xem là những phương tiện nghiên cứu vô giá.
Những vấn đề thuộc Văn hiến học thường liên quan trực tiếp với những vấn đề diễn giảng, và như vậy, ranh giới giữa Văn hiến học và Giải thích học (hermeneutics, cũng được gọi là Giải minh học) không thể được vạch rõ. Và như vậy, trong trường hợp Văn hiến học giữ vai Giải thích học và khi nội dung của văn bản đang được khảo cứu giữ một vai trò chính trị hoặc tôn giáo quan trọng (ví như trường hợp phục hồi văn bản của những phiên bản Phúc âm thư (christian gospels) đầu tiên), người ta rất khó tìm được một kết luận trung lập hoặc chân thật.

### Dịch giải văn bản cổ đại
Dịch giải văn bản cổ đại là quá trình nghiên cứu, giải mã và dịch thuật các văn bản được viết từ thời xa xưa. Công việc này thường đòi hỏi những chuyên gia có kiến thức sâu về ngôn ngữ, văn hóa, lịch sử và các tài liệu cổ, nhằm hiểu và truyền đạt lại ý nghĩa của chúng cho thế hệ hiện tại. Văn bản cổ đại thường được viết bằng các ngôn ngữ đã tuyệt chủng hoặc không còn được sử dụng phổ biến, do đó việc dịch giải chúng rất phức tạp và cần sự am hiểu đặc biệt.
Một nhánh khác của Văn hiến học là việc dịch giải các hệ thống chữ viết cổ, và nhánh này đã đạt những thành tựu hi hữu trong thế kỉ 19 trong hai ngôn ngữ Ai Cập (egyptian) và Assyria (assyrian). Khởi đầu với thành tựu giải mã và phiên dịch kì công văn bia Rosetta (Rosetta Stone) của ông Jean-François Champollion vào năm 1822, một số cá nhân đã tìm cách giải mã các hệ thống chữ viết của các ngôn ngữ vùng Cận Đông và vùng Ái Cầm hải (aegean).
Công trình nghiên cứu các ngôn ngữ Cận Đông tiến triển nhanh. Giữa thế kỉ 19, Henry Rawlinson và những người khác đã giải mã khắc văn Behistun (Behistun Inscription). Văn bản được ghi khắc ở đây bằng tiếng Ba Tư cổ (old persian), Ê Lam (elamite) và Akkadian, dùng một số chữ Tiết hình (cuneiform script) khác nhau cho mỗi ngôn ngữ. Việc hiểu chữ Tiết hình ở đây đã giúp giải mã chữ của dân Thiểm tộc (Sumerian). Chữ của người Hi Thái tộc (Hittite) được Bedřich Hrozný giải mã năm 1915.
Trong tiếng Ái Cầm cổ, chữ Đường thẳng B (Linear B) được Michael Ventris giải mã năm 1952 và ông cũng đã cho thấy chữ viết này là một dạng sơ khai của chữ Hy Lạp, giờ được gọi là Mycenaean Greek. Chữ Đường thẳng A (Linear A) ghi một ngôn ngữ hiện nay vẫn chưa được nhận diện mặc dù đã có nhiều nỗ lực giải mã nó.